# 井田川町
井田川町（いだがわちょう）は、三重県亀山市の地名。

## 地理

### 河川・池沼
- 鈴鹿川
- 椋川

### 交通
- JR東海関西本線井田川駅
- 国道1号
- 国道25号
- 三重県道641号平野亀山線
- 旧東海道

### 施設
- 井田川農村公園
- 鈴鹿農業協同組合（JA鈴鹿）井田川支店
- 海善寺
- 井田川町公民館
- 若一大神社

## 歴史

### 地名の由来
合併前の旧村名から「イダカワ」を取り出し、「井田川」の漢字を当てたものという。

### 沿革
- 1889年（明治22年） - 三重県鈴鹿郡井尻村・和田村・川合村・海善寺村・小田村・和泉村・西富田村・中富田村の8村の合併により、同郡井田川村が成立[1]。
- 1954年（昭和29年） - 亀山市に編入される[1]。旧井田川村の大字を継承した町として、井尻町・和田町・川合町・小田町・和泉町・西富田町・中冨田町がそれぞれ成立[1]。旧井田川村大字海善寺の領域をもって、亀山市井田川町が成立[1]。大字海善寺は村の中心地であり、合併により消滅する村名を継承した[1]。
- 1974年（昭和49年） - 一部がみどり町として分離[1]。

### 人口の変遷
国勢調査による人口および世帯数の推移。
| 1995年（平成7年）  | 55世帯 191人  |  |
| 2000年（平成12年） | 54世帯 170人  |  |
| 2005年（平成17年） | 108世帯 225人 |  |
| 2010年（平成22年） | 111世帯 232人 |  |
| 2015年（平成27年） | 102世帯 203人 |  |
| 2020年（令和2年）  | 116世帯 223人 |  |

### WEB
1. 1 2  総務省統計局統計調査部国勢統計課 (2022年2月10日). “令和2年国勢調査の調査結果(e-Stat) - 男女別人口，外国人人口及び世帯数－町丁・字等”.   総務省. 2025年1月17日閲覧。
2. ↑  “三重県亀山市の町丁・字一覧”.   人口統計ラボ. 2025年1月16日閲覧。
3. ↑  “読み仮名データの促音・拗音を小書きで表記するもの(zip形式) 三重県” (zip).   日本郵便 (2024年12月27日). 2025年1月16日閲覧。
4. ↑  “市外局番の一覧” (PDF).   総務省 (2022年3月1日). 2022年3月22日閲覧。
5. ↑  “都道府県 ナンバープレート表示” (PDF).   国土交通省. 2025年1月16日閲覧。
6. ↑  総務省統計局 (2014年3月28日). “男女別人口及び世帯数 － 町丁・字等” (CSV). 2025年1月17日閲覧。
7. ↑  総務省統計局 (2014年5月30日). “第１次基本集計に関する集計 2 男女別人口及び世帯数 － 町丁・字等” (CSV). 2025年1月17日閲覧。
8. ↑  総務省統計局 (2014年6月27日). “第１次基本集計に関する集計 2 男女別人口及び世帯数 － 町丁・字等” (CSV). 2025年1月17日閲覧。
9. ↑  総務省統計局 (2012年1月17日). “人口等基本集計に関する集計 2 男女別人口及び世帯数 －町丁・字等”. 2025年1月17日閲覧。
10. ↑  総務省統計局統計調査部国勢統計課 (2017年1月27日). “人口等基本集計に関する集計 2 男女別人口及び世帯数 －町丁・字等”.   総務省. 2025年1月17日閲覧。

### 書籍
1. 1 2 3 4 5 6 7  「角川日本地名大辞典」編纂委員会 1983, p. 168.